# Hassen Annabi
Pour les articles homonymes, voir Annabi.
Hassen Annabi (arabe : حسن العنابي), également orthographié Hassen El Annabi, né le 26 décembre 1950 à Nabeul, est un historien, universitaire et homme politique tunisien. Il est secrétaire d'État auprès du ministre de l'Éducation du 7 mars au 24 décembre 2011, au sein du gouvernement de Béji Caïd Essebsi.

## Biographie

### Études
Hassen Annabi obtient son baccalauréat en 1968. En 1973, il décroche une maîtrise d'histoire au sein de la faculté des lettres et des sciences humaines de Tunis puis passe un doctorat de troisième cycle en histoire et un doctorat d'État en histoire moderne, auprès de la faculté des lettres et des sciences humaines de l'université Rennes-II (France),.

### Carrière dans le professorat
Entre 1973 et 1978, Hassen Annabi est professeur dans l'enseignement secondaire. En 1978, il devient professeur à l'université. Entre 1988 et 1990, il est secrétaire général de la Société tunisienne des historiens universitaires. Entre 1996 et 1998, il est le doyen de la faculté des sciences humaines et sociales de Tunis.
Professeur d'histoire moderne à l'École normale supérieure de Tunis, il est directeur de l'unité de recherche Mouquaranet entre 2000 et 2015 et directeur général du Centre d'études et de recherches économiques et sociales (CERES) entre 2001 et 2010.
Membre de la comité de lecture de plusieurs revues académiques, il est secrétaire générale de la Société tunisienne des historiens universitaires entre 1988 et 1990 et rédacteur en chef de la revue Les Cahiers de Tunisie entre 1990 et 1992. Il est également professeur invité à l'université Hitotsubashi.

### Carrière politique
À la suite de la révolution de 2011, Hassen Annabi est nommé secrétaire d'État auprès du ministre de l'Éducation dans le gouvernement de Béji Caïd Essebsi (deuxième gouvernement d'union nationale), le 7 mars. Son ministre de l'Éducation référent est Taïeb Baccouche. Après son mandat au ministère, il occupe le poste de coordinateur général du conseil scientifique du Forum de l'académie politique.

### Vie privée
Hassen Annabi est marié et père de deux enfants.

### Distinctions
- Prix Favard de Langlade (1994)[4] ;
- Chevalier de l'Ordre national du Mérite (Tunisie, 1998)[4] ;
- Chevalier de l'Ordre des Palmes académiques (France, 1999)[4] ;
- Officier de l'Ordre de la République (Tunisie, 2011)[6],[7].

## Publications

### Ouvrages
- Le Parlement de Paris sous le règne de Louis XIV : l'institution, le pouvoir et la société, Tunis, Faculté des sciences humaines et sociales de Tunis, 1989.
- Itinéraire du savoir en Tunisie : les temps forts de l'histoire tunisienne, Tunis, Alif, 1995avec Mounira Chapoutot-Remadi et Samia Kamarti
- Être notaire à Paris au temps de Louis XIV, Tunis, Faculté des sciences humaines et sociales de Tunis, 1997.
- (ar) Tunisiens célèbres : étude biographique, Tunis, Konrad Adenauer Stiftung, 2015.
- Abrégé de la médina de Tunis : histoire et lieux de mémoire, Tunis, Contraste/Agence de mise en valeur du patrimoine et de promotion culturelle, 2023[8].

### Ouvrages collectifs
- Familles, individus et solidarités dans les sociétés méditerranéennes du XVIe siècle à nos jours, Tunis, Centre d'études et de recherches économiques et sociales, 2008.
- Les Archives, la société et les sciences humaines, Tunis, Centre d'études et de recherches économiques et sociales, 2012.
- Enjeux identitaires en mutation : Europe et Bassin méditerranéen, Berne, Peter Lang, 2014.
- Le corps humain dans les sociétés méditerranéennes du XVIe siècle à nos jours : représentations, savoirs et usages, Tunis, Faculté des sciences humaines et sociales de Tunis, 2014.
- Développement régional en Tunisie et coopération tuniso-allemande, Tunis, Konrad Adenauer Stiftung, 2015.
- Voyages et voyageurs dans le monde méditerranéen du XVIe siècle à nos jours, Tunis, Faculté des sciences humaines et sociales de Tunis, 2016.
- Familles, parents et enfants de l'Antiquité à nos jours : sensibilités, stratégies et conflits, Tunis, Faculté des sciences humaines et sociales de Tunis, 2018.
- La Tunisie au patrimoine mondial de l'humanité : les sites culturels, Tunis, Agence de mise en valeur du patrimoine et de promotion culturelle, 2019.